# Susanne Krasmann
Susanne Krasmann (* 1961) ist eine deutsche Soziologin und Kriminologin. Sie war Professorin am 2016 aufgelösten Institut für Kriminologische Sozialforschung (IKS), dessen Direktorin sie von 2013 bis 2015 war. Gemeinsam mit Bettina Paul leitete sie auch das Institut für Sicherheits- und Präventionsforschung (ISIP) an der Universität Hamburg. Sie ist nunmehr Professorin am Fachgebiet Soziologie des Fachbereichs Sozialwissenschaften der Universität Hamburg.
1993 promovierte sie an der Universität Hamburg mit der Arbeit Kontingenz und Ordnungsmacht: phänomenologischer Versuch über die Polizei. Im Jahr 2003 habilitierte sie sich ebendort mit der Schrift Die Kriminalität der Gesellschaft: zur Gouvernementalität der Gegenwart. 2008 wurde sie, nach einer zweijährigen Tätigkeit als Privatdozentin, gemäß § 17 HmbHG als Professorin für Soziologie am IKS berufen.
Zu ihren Forschungsschwerpunkten gehören: Recht und Wissen; Critical Security Studies; Sichtbarkeitsregime; Kontrolltechnologien & Gouvernementalität der Gegenwart; Vulnerability & Political Theory. Sie wird seit ihrem Aufsatz zu „Simultaneität von Körper und Sprache bei Michel Foucault“ (1995) zu den prägenden Autorinnen der deutschsprachigen Foucault-Rezeption gezählt. Unter anderem hat sich Susanne Krasmann auch mit der Bedeutung Foucaults für die Kriminologie auseinandergesetzt.

## Schriften (Auswahl)
- Sichtbarkeitsregime. Überwachung, Sicherheit und Privatheit im 21. Jahrhundert, Leviathan Sonderheft 25, 2010 (Mitherausgeberin).
- Governmentality. Current Issues and Future Challenges. Routledge, New York 2010 (Mitherausgeberin).
- Glossar der Gegenwart. Studien zur Ökonomisierung des Sozialen. Suhrkamp Frankfurt/M. 2004, ISBN 	978-3-518-12381-2 (Mitherausgeberin).
- Die Kriminalität der Gesellschaft. Zur Gouvernementalität der Gegenwart. UVK, Konstanz 2003, ISBN 	978-3-89669-727-1.
- Gouvernementalität der Gegenwart. Studien zur Ökonomisierung des Sozialen.  Suhrkamp, Frankfurt/M. 2000, ISBN  	978-3-518-29090-3 (Mitherausgeberin).
- Glossar der Gegenwart 2.0. Suhrkamp, Berlin 2024, ISBN 978-3-518-12843-5 (Mitherausgeberin).